# Schirgiswalde
Schirgiswalde (în sorabă: Šěrachów) este un oraș și fostă comună din districtul Bautzen, din landul Saxonia, Germania. De la 1 ianuarie 2011 face parte din comuna Schirgiswalde-Kirschau. Orașul este situat pe râul Spree, la 15 km sud de Bautzen.